# Joel Stransky
Pas d'image ? Cliquez ici

a Compétitions nationales et continentales officielles uniquement.

b Matchs officiels uniquement.
Dernière mise à jour le 15 octobre 2019.
Joel Theodore Stransky, né le 16 juillet 1967 à Pietermaritzburg, est un joueur de rugby à XV Sud-Africain. 

## Biographie
Il est notamment connu pour avoir marqué l'intégralité des points sud-africains (3 pénalités et 2 drops) dont le drop victorieux lors de la finale de la Coupe du monde de rugby 1995 (ses trois drops en sélection ont tous été marqués en coupe du monde). Il occupait le poste de demi d'ouverture. 
En 1997, il partit tenter l'aventure aux Leicester Tigers, où il évolua durant deux saisons ; puis il devint entraîneur des lignes arrière.
Il est revenu en Afrique du Sud où il est directeur marketing et commentateur de matches de rugby à XV.

## Carrière

### En province et club
- Stade cadurcien 1989-1990
- L'Aquila Rugby 1991-1992
- Amatori Rugby San Donà 1992-1993
- Sharks 1993
- Western Province 1994-1996
- Leicester Tigers 1997-1999

### Avec les Springboks
- Joël Stransky a connu sa première sélection le 30 juillet 1993 contre les Wallabies.

## Palmarès

### En province
- Vainqueur de la Currie Cup en 1990.

### Avec les Springboks
- 22 sélections entre 1993 et 1996
- 6 essais, 47 pénalités, 30 transformations, 3 drop-goals (240 points).
- Sélections par année : 4 en 1993, 2 en 1994, 9 en 1995, 7 en 1996.

### Coupe du monde
- 1995 : champion du monde, 5 sélections (Wallabies, Roumanie, Canada, France, All Blacks).

## Biographie en livre et en film
Le livre de John Carlin, Playing the Enemy: Nelson Mandela and the Game that Made a Nation a été adapté en film par Clint Eastwood sous le nom d'Invictus. Stransky est joué par Scott Eastwood.